# 英国政治科学期刊
《英国政治科学期刊》（British Journal of Political Science）是一份1971年起发行的同行评审学术期刊，由剑桥大学出版社出版。该期刊每年出版4次，内容涵盖政治学的全部研究领域。据2018年发布的期刊引证报告指，《英国政治科学期刊》的影响因子为4.292，在176份政治科学类的期刊排名第4位。

## 资料来源
1. ↑  Elisabeth Gayon. . Madeleine Grawitz; Jean Leca  (编). . Presses Universitaires de France. 1985: 305. ISBN 2-13-038858-2 （法语）.
2. ↑  . . Web of Science Social Sciences. Thomson Reuters. 2018.